# Langues mongoliques
Pour les articles homonymes, voir Mongol (homonymie).
Les langues mongoliques ou langues mongoles (pour éviter la confusion avec la langue mongole proprement dite) forment une famille de langues principalement parlées en Asie de l'Est et en Asie centrale.
Au sens strict, le mongol (appelé localement Монгол Хэл, Mongol Khel) est la langue officielle de la république de Mongolie ; elle se fonde sur le dialecte khalkha et s'écrit aujourd'hui le plus souvent en une adaptation de l'alphabet cyrillique, quoique l'écriture traditionnelle mongol bitchig soit aussi en usage (le nom de la langue s'y retranscrit en Mongγol Kele). La langue officielle de la Mongolie-Intérieure, région autonome chinoise, s'appelle aussi mongol ; elle se fonde sur le dialecte tchakhar et utilise l'écriture traditionnelle.
D'autres langues mongoliques sont l'oïrate, parlé au Nord-Ouest de la Chine (région autonome du Xinjiang et province du Qinghai), également appelé kalmyk ou kalmouk, également Kalmoukie (république de la fédération de Russie, près de la basse Volga) depuis leur migrations au XVIIIe siècle ; le bouriate parlé en Bouriatie (république de la fédération de Russie, autour du lac Baïkal) ainsi qu'au nord de la Mongolie et de la Mongolie-Intérieure ; le moghol, en Afghanistan, dans les provinces de Hérât, Maïmana et Badakhchan.

## Classification interne
- Langues mongoliques
  - Moyen mongol
  - Mongol classique
  - Mongol central

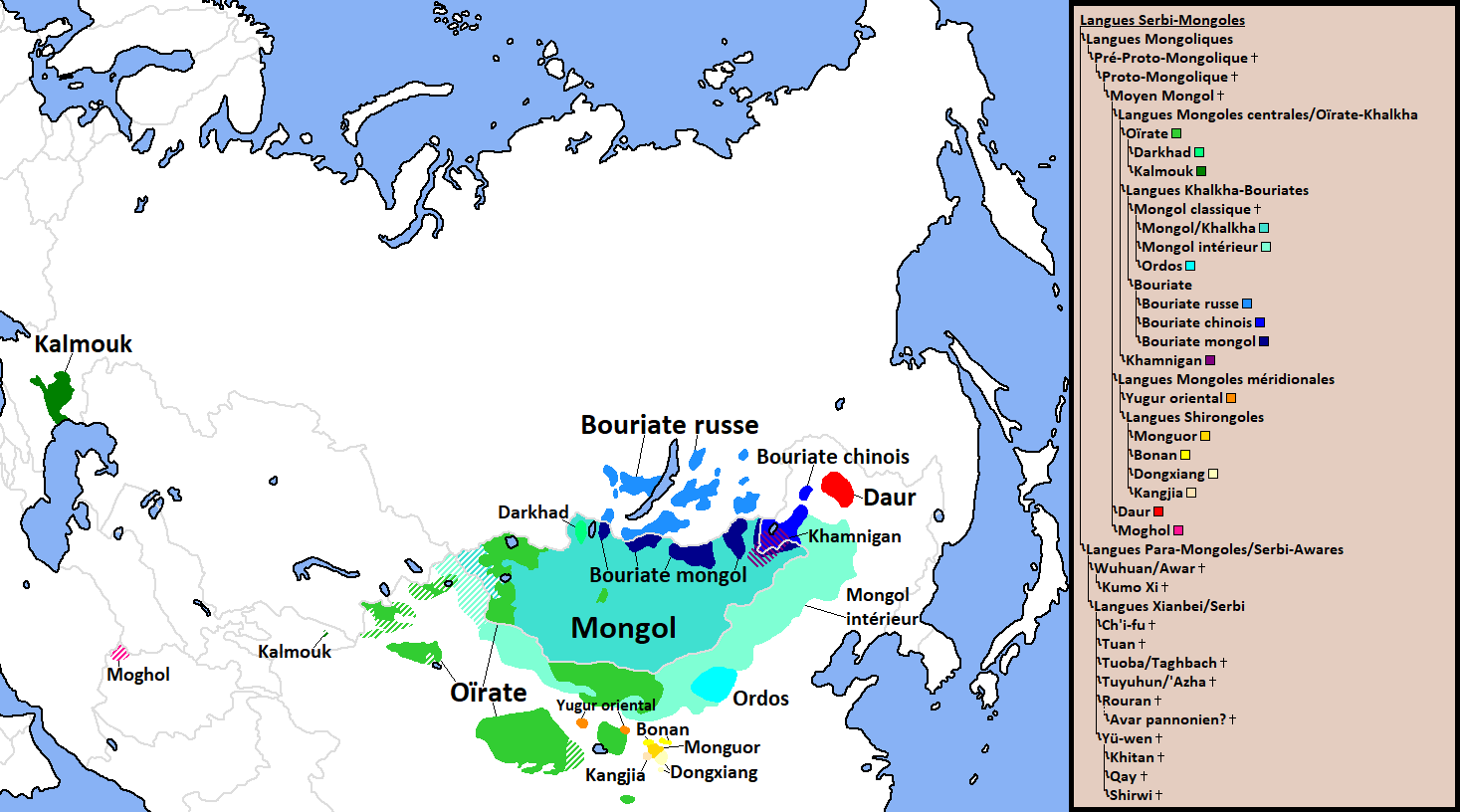
Carte des langues mongoliques.

    - Mongol (langue officielle de la Mongolie), fondé sur le dialecte khalkha
    - Mongol de Mongolie-Intérieure, fondé sur le dialecte tchakhar. Autres dialectes de Mongolie-Intérieure : barin, khortchin, üjümütchin, naiman, jarut, sunid, abaga, aru khortchin, khartchin, keshigten, ogniut, darkhat, jalaït
    - Ordos (forme autochtone : urdus)
    - Alasha qui présente des traits oïrates

  - Mongol de l'Ouest
    - Oïrate, dont l'oïrate littéraire et le kalmouk parlé en Russie occidentale. Dialectes : torgut, dörbet, dzakhatchin, olot (ou ööld, elyut, eleuth), khoshut (ou khoshuud), mongol de Kokonour, mongol de Henan, waisi

  - Mongol du Nord
    - Bouriate ; dialectes : bargu, shinekhen, khori, aga, ekhirit, unga, nijneoudinsk, barguzin, tunka, oka, alar, bohaan, bulagat
    - Khamnigan mongol
    - Khamnigan de Mandchourie

  - Mongol du Nord-Est
    - Daur

  - Mongol du Sud-Est (langues mongoles de l'aire linguistique du Qinghai et du Gansu)
    - Monguor (ou tu) ; dialectes : mongghul, mangghuer, fortement influencé par le tibétain et les langues chinoises
    - Kangjia
    - Bonan
    - Dongxiang (ou santa)

  - Mongol du Centre-Sud
    - Yugur oriental ou shira yugur

  - Mongol du Sud-Ouest
    - Moghol (ou mogholi, mogol)

Cette classification est seulement une parmi d'autres. Notamment, les linguistes mongols ont tendance à inclure le mongol central, de l'Ouest et du Nord en une unique « langue mongole » (en anglais : Mongolian) opposée au reste des langues qui sont alors étiquetées comme « mongoliques » (en anglais Mongolic). Cela peut dépendre de l'intercompréhension, mais une analyse sous forme d'arbre phylogénétique comme ci-avant pose d'autres problèmes en raison des contacts historiques étroits entre par exemple le bouriate et le khalkha, qui ont créé ou préservé un continuum linguistique entre les divers dialectes. Un autre problème est la compatibilité des terminologies employées par les linguistes occidentaux, qui parlent de langues et de dialectes, alors que les linguistes mongols utilisent une division ternaire entre langue (kele), dialecte (nutuɣ-un ayalɣu) et parler (aman ayalɣu)[réf. nécessaire].

### Classification selon Janhunen
Janhunen (2006) propose la classification suivante :
- langues mongoliques
  - daur
  - langues mongoles centrales
    - khamnigan
    - bouriate
    - mongol
    - mongol intérieur
    - ordos
    - oïrate
      - kalmouk

  - langues mongoles mérionales
    - yugur oriental
    - langues shirongoliques
      - monguor
      - bonan
        - wutun

      - dongxiang
        - tangwang

      - kangjia

  - moghol

## Écritures créées pour les langues mongoliques
Chez les proto-Mongols, l'alphabet de l'Orkhon était utilisé.
La plus ancienne écriture spécifiquement mongole, appelée écriture traditionnelle mongole (ou Mongol bitchig) remonte au XIIIe siècle sous Gengis Khan et dérive de l'alphabet ouïghour, elle est aujourd'hui surtout utilisée en Mongolie-Intérieure, et revient progressivement en Mongolie.
Depuis cette époque, différentes autres écritures ont été utilisées pour transcrire la langue mongole.
Au XIIIe siècle, le lama tibétain Phagspa crée pour le premier empereur chinois mongol, Kubilai Khan, Grand Khan des Mongols et fondateur de la dynastie Yuan, l'écriture phagpa (ou « écriture carrée »), un alphasyllabaire destiné à être l'écriture unifiée de toutes les langues de l'Empire mongol. Il est tombé en désuétude après le renversement de l'Empire mongol par la dynastie Ming.
Au XVIIe siècle Zaya Pandita, moine bouddhiste oïrat, crée le Todo bitchig.
En 1686, le Bogdo Gegen (Jebtsundamba Khutuktu) Zanabazar crée l'écriture soyombo, dérivée de l'écriture népalaise ranjana (lanydza, kutila).
Au XXe siècle  a été développé sous l'influence soviétique l'alphabet cyrillique mongol, qui a remplacé officiellement le mongol bitchig en Mongolie le 25 mars 1941. Celui-ci a été rétabli par le gouvernement mongol en 1990 ; le mongol cyrillique demeure cependant l'écriture la plus courante aujourd'hui en Mongolie.

### Alphabet mongol traditionnel

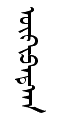
Wikipédia en mongol traditionnel

En Mongolie, l'alphabet mongol traditionnel a été rétabli en 1990 par le gouvernement. Il fait aussi l'objet d'une grande promotion en Mongolie-Intérieure (Chine) depuis 1991.
C'est un alphabet phonétique, qui comporte 8 voyelles et 27 consonnes, soit 35 lettres au total. Les lettres ont trois formes, comme dans l'alphabet syriaque ou l'alphabet arabe :
- initiale ou isolée, quand la lettre est placée en début de mot ou citée isolément ;
- médiane, quand elle est dans un mot ;
- finale, quand elle finit un mot.

Les voyelles et les consonnes forment des groupes de 2 lettres (exemple sur l'image : Wi-Ki-Pe-Di-Ah). Certaines lettres ne peuvent pas finir un mot (par exemple la voyelle A ou la consonne P).

### Alphabet mongol cyrillique
Le mongol cyrillique dérive de l'alphabet cyrillique russe, augmenté des deux lettres Ө et Ү.

### Mongol en caractères chinois
Le texte le plus ancien en mongol est l'Histoire secrète des Mongols (mongγol-un niγuca tobciyan), dont seule la version traduite (vraisemblablement vers 1370) en utilisant les caractères chinois pour représenter la prononciation du mongol (voir langue Han'er) nous est parvenue. Voici un exemple de cet usage avec la translittération du mongol classique en dessous :
- 成吉思 中合罕讷 忽扎兀尔 (L'origine de Gengis Khan)

| cinggis | qaγan-u      | ijaγur  |
| Gengis  | Khan-Génitif | origine |

- 迭额舌列 腾格舌里额扯 扎牙阿秃 脱舌列克先 孛儿帖赤那 阿主兀 (Börte Tchinoua naquit par décret divin)

| deger-e       | tngri-ece    | jayaγa-tu                | törü-gsen    | börte cinua    | a-juγu     |
| origine-datif | ciel-ablatif | instituer-nominalisateur | naître-passé | Börte Tchinoua | être-passé |

- 格尔该 亦讷 中豁埃 马舌兰勒 阿只埃 (Sa femme était Qugha Maral)

| gergei | inu         | quγa maral  | a-jiγai    |
| épouse | 3sg génitif | Qugha Maral | être-passé |

Comme on peut le voir, cette transcription s'est faite dans un dialecte chinois mandarin, où les consonnes finales -p -t -k du chinois médiéval avaient déjà disparu, puisque cette écriture est obligée de faire usage de caractères en exposant tels que 克 (mandarin kè) pour indiquer ces consonnes. Pour distinguer les r des l, on rajoute le caractère « langue » en exposant 舌 devant un caractère à initiale l- en mandarin.

## Histoire

### Proto-mongol
Les langues mongoliques dérivent du proto-mongol parlé au temps de Gengis Khan, qui est à l'origine de toutes les langues mongoles ultérieures ; dans la mesure où ses éléments s'y sont conservés, on peut parler d'un mongol commun.
Les langues les plus proches parentes du proto-mongol pourraient être le dialecte tabghach de la langue xianbei (le dialecte des fondateurs de la dynastie Wei du Nord) et le khitan. Les témoignages du tabghach qui nous sont parvenus sont très fragmentaires, et l'on peut seulement dire que la parenté est possible. Dans le cas du khitan, les témoignages sont abondants, mais la plupart sont dans les deux écritures khitan qui n'ont pas encore été déchiffrées. Ce qui est disponible permet cependant de conclure qu'une parenté avec le mongol est extrêmement probable. La langue ancestrale commune de ces deux langues et du proto-mongol pourraient être nommés pré-proto-mongol.
Ш. Чоймаа. Шагдарсүрэн

### Mongol ancien
Le plus ancien texte mongol est la stèle de Yisüngge, un rapport sur les sports en écriture mongole bitchig sur pierre, le plus souvent daté entre 1224 et 1225. D’autres sources anciennes sont écrites en mongol, en écriture phagpa (décrets), en caractères chinois (l’Histoire secrète des Mongols), dans l’alphabet arabe (des dictionnaires) et quelques autres écritures occidentales. L’état de langue attesté par ces textes est le moyen mongol, parlé du XIIIe siècle au début du XVe siècle ou fin du XVIe siècle. Les documents en écriture mongole montrent quelques caractéristiques linguistiques distinctes et leur langue est donc souvent distinguée sous la dénomination mongol préclassique. La période suivante est le Mongol classique du XVIIe au XIXe siècle. C’est une langue écrite à l’orthographe et à la syntaxe hautement normalisées qui la distingue de la période suivante, le mongol moderne. Les documents les plus notables dans cette langue sont le kangyour (kanjur) et tengyur (tenjur) mongols ainsi qu’une série de chroniques.

## Apparentements du mongol
Le mongol classique tel qu'il est représenté dans l'écriture est l'ancêtre commun de quasiment tous les dialectes, mais il lui manque certains traits archaïques tels que le h- initial (dans des mots tels que arban « dix » ou odu-n « étoile »), et il a simplifié déjà certains groupes de consonnes tels que dans yisün « neuf » ou mösün « glace » venant respectivement de *yersUn et *mölsUn en proto-mongol. Ces traits sont conservés dans des dialectes tels que le khamnigan.
L'apparentement du mongol avec les langues turciques et langues toungouses au sein de la superfamille des langues altaïques fait l'objet d'une controverse. Même si l'hypothèse altaïque n'est pas certaine, le mongol n'en est pas pour autant une langue complètement isolée. Grâce aux travaux de Louis Ligeti, on sait que la langue des Xianbei 鲜卑 était peut-être apparentée au mongol, mais le corpus de cette langue se limite à des noms dans les textes chinois. La seule langue para-mongolique attestée par des textes suivis est le khitan 契丹, langue de la dynastie Liao, mais du fait du manque de textes bilingues, le déchiffrement de cette langue à écriture logographique avance lentement. Shimunek propose que les langues mongoles font partie de la famille serbi-mongole.
Une autre langue mongoloïde est attestée dans les emprunts mongols au toungouse. Par exemple, les numéraux de 11 à 20 du djürchen ressemblent aux numéraux du mongol sans être tout à fait semblables. Dans les emprunts au mandchou, le h- initial du vieux mongol correspond à f-, comme dans (h)oimasu-n « chaussette », en mandchou fomoci. Cela suggère que le h- initial provient d'un *p- en proto-mongol.
Langues mongoles sont aussi incluses dans des familles de langues hypothétiques plus larges, comme les langues eurasiatiques, les langues nostratiques, ou les langues boréennes. Cependant, la plupart des linguistes rejettent de tels regroupements.

## Quelques caractéristiques du mongol classique

### Voyelles
Le mongol classique est une langue à harmonie vocalique. Il compte 7 voyelles réparties en trois groupes :
1. a o u
2. e ö ü
3. i

Les groupes 1 et 2 ne peuvent pas apparaître dans un même mot, mais i est une voyelle neutre qui peut apparaître partout.

### Consonnes
|           | occlusive sourde | sonore | nasale | fricative    | spirante              | latérale | vibrante |
| labiales  |                  | b      | m      |              | v (dans les emprunts) |          |          |
| dentales  | t                | d      | n      | s            |                       | l        | r        |
| palatales | c                | j      |        | s (devant i) | y                     |          |          |
| vélaire   | k                | g      | ng     |              |                       |          |          |
| uvulaire  | q                | γ      |        |              |                       |          |          |

Les consonnes vélaires et uvulaires sont en distribution complémentaire par rapport aux voyelles : k et g n'apparaissent qu'avec les voyelles du deuxième groupe, tandis que q et γ n'apparaissent qu'avec celles du premier groupe.
Tout comme dans les langues turques, les consonnes l-, r- n'apparaissent pas au début des mots, mais à la différence de celles-ci, le ng- n'apparaît qu'à l'intérieur d'un mot et le n- peut apparaître en début de mot. Les occlusives sourdes ne peuvent apparaître en fin de mot. On ne trouve pas en mongol de groupes de consonnes initiaux.

### Déclinaison
| cas          | maison         | main            | grand frère | mère     | arbre                  |
| nominatif    | ger            | γar             | aqa         | eke      | modu                   |
| génitif      | ger-ün         | γar-un          | aqa-yin     | eke-yin  | modu-n-u               |
| accusatif    | ger-i          | γar-i           | aqa-yi      | eke-yi   | modu-n-i / modu-yi     |
| datif        | ger-e /ger-tür | γar-a / γar-tur | aqa-dur     | eke-dür  | modu-n-dur / modu-n-a  |
| ablatif      | ger-ece        | γar-aca         | aqa-aca     | eke-ece  | modu-n-aca             |
| instrumental | ger-iyer       | γar-iyar        | aqa-bar     | eke-ber  | modu-n-iyar / modu-bar |
| comitatif    | ger-lüge       | γar-luγa        | aqa-luγa    | eke-lüge | modu-n-luγa            |

Les noms du type modu, modunu sont dits à n secret.
Les pronoms ont une formation très irrégulière, notamment ceux de la première personne qui présentent une alternance b ~ m ~ n à l'initiale :
| Cas          | je       | tu       | nous    | vous    |
| Nominatif    | bi       | ci       | ba      | ta      |
| Génitif      | minu     | cinu     | manu    | tanu    |
| Accusatif    | namayi   | cimayi   | mani    | tani    |
| Datif        | nadur    | cimadur  | mandur  | tandur  |
| Ablatif      | nadaca   | cimaca   | manaca  | tanaca  |
| Instrumental | nadabar  | cimabar  | maniyar | taniyar |
| Comitatif    | nadaluγa | cimaluγa | manluγa | tanluγa |

Toutefois, il convient de noter qu'un mot ayant b- comme consonne initiale suivi d'une nasale n'existant pas en mongol classique en dehors des emprunts, les formes minu et manu proviennent sans aucun doute de *binu et *banu : il se produit une assimilation régressive de nasalité.